# Carsten Podlesch
Carsten Podlesch (ur. 6 września 1969 w Berlinie Zachodnim) – niemiecki kolarz torowy i szosowy, czterokrotny medalista torowych mistrzostw świata.

## Kariera
Pierwszym sukcesem w karierze Carstena Podlescha było zdobycie brązowego medalu w wyścigu ze startu zatrzymanego amatorów podczas mistrzostw świata w Stuttgarcie w 1991 roku. W wyścigu tym wyprzedzili go tylko Austriak Roland Königshofer oraz Włoch David Solari, jednak już na rozgrywanych rok później mistrzostwach w Walencji Carsten był najlepszy. Po zlikwidowaniu kategorii amatorów w 1992 roku Niemiec rywalizował w kategorii elite i od razu na mistrzostwach świata w Hamar w 1993 roku wywalczył brązowy medal, ulegając jedynie Duńczykowi Jensowi Veggerby'emu i Rolandowi Königshoferowi. Ostatni medal zdobył na mistrzostwach świata w Palermo w 1994 roku, gdzie w swojej koronnej konkurencji zwyciężył, wyprzedzając bezpośrednio Königshofera i Włocha Alessandro Tessina. Podlesch ponadto wielokrotnie zdobywał medale mistrzostw kraju, jednak nigdy nie wystąpił na igrzyskach olimpijskich.
Jego ojciec Rainer Podlesch i wujek Karsten również byli kolarzami.